# Nogueira (Bragança)
Nogueira is een plaats (freguesia) in de Portugese gemeente Bragança en telt 431 inwoners (2001).